# Oscar Chilesotti
Oscar Chilesotti (Bassano del Grappa, 12 luglio 1848 – Bassano del Grappa, 23 giugno 1916) è stato un musicologo e liutaio italiano.

## Biografia
Studiò diritto a Padova ottenendo la laurea nel 1871.
Si avvicinò alla musica, intraprendendo studi sul violoncello, sul flauto, sulla chitarra e soprattutto sul liuto, del quale approfondì la storia, la letteratura musicale e il sistema di notazione antico delle varie tradizioni europee.
Contemporaneamente si interessò di discipline letterarie, filosofiche e scientifiche.
Tenne una serie di conferenze in Italia, dove ha anche suonato il liuto pubblico, e trascrisse antiche intavolature di liuto italiane, spagnole, francesi e tedesche, in notazione moderna.
La sua notazione fu di esempio e di riferimento anche per altri studiosi; inoltre questi scritti furono utilizzati da Respighi per le sue rielaborazioni pubblicate in Antiche arie e danze per liuto trascritte per pianoforte od orchestra.
Tra le sue pubblicazioni vanno annoverate le Danze del XVI secolo, comprendenti Nobiltà di Dame, Gratie d'amore, Affetti amorosi; inoltre: Danze per liuto dal XVI secolo al XVIII secolo, Madrigali, Villanelle, Arie di danze del '500.
Per quanto riguarda la musicologia, pubblicò Note biografiche da Palestrina a Bellini, Sulla melodia popolare del cinquecento, L'evoluzione nella musica, Canzonette del Seicento con la chitarra, Della scala arabo-persiana e indù.
Chilesotti si distinse per gli studi sulla storia musicale italiana pubblicati nel volume I nostri maestri del passato - Note biografiche sui più grandi musicisti italiani da Palestrina a Bellini (1882).
Chilesotti diresse l'osservatorio meteorologico, oltreché dal 1884 al 1891, il Museo di Bassano.
Nel saggio  Sulla melodia popolare del Cinquecento (1889), approfondì il tema della controversia tra la musica popolare italiana e la musica dotta fiamminga.